# Marco Mariani
Marco Mariani (* 14. Juni 1968 in Venedig) ist ein italienischer Curler.
Mariani nahm in den Jahren 1998 bis 2000, 2002, 2003 und von 2005 bis 2009 an der Curling-Europameisterschaft teil, konnte aber keine Medaille gewinnen. Das beste Ergebnis war der fünfte Platz 2005.
An der Curling-Weltmeisterschaft von 2005 nahm Mariani als Second teil. Die Mannschaft belegte den zwölften Platz.
2006 nahm Mariani als Lead an den Olympischen Winterspielen 2006 in Turin teil. Die Mannschaft belegte den siebten Platz.